# Zhao Shunxin
Zhao Shunxin (en chino: 赵顺欣; 11 de octubre de 1979) es una deportista china que compitió en judo. Ganó una medalla de bronce en el Campeonato Asiático de Judo de 2004 en la categoría de –48 kg.

## Palmarés internacional
| Campeonato Asiático | Campeonato Asiático  | Campeonato Asiático | Campeonato Asiático |
| Año                 | Lugar                | Medalla             | Categoría           |
| ------------------- | -------------------- | ------------------- | ------------------- |
| 2004                | Almatý ( Kazajistán) | Medalla de bronce   | –48 kg              |